# Budhi
Buddhi ou budhi é uma palavra sânscrita védica que significa a faculdade intelectual e o poder de "formar e reter conceitos, raciocinar, discernir, julgar, compreender, entender".

## Etimologia
Buddhi (em sânscrito:  बुद्धि) é um substantivo feminino derivado da raiz sânscrita védica Budh (बुध्), que literalmente significa "despertar, estar acordado, observar, prestar atenção, assistir, aprender, tornar-se ciente, conhecer, estar consciente novamente". O termo aparece extensivamente no Rigveda e em outras literaturas védicas. Buddhi significa, afirma Monier Williams, o poder de "formar, reter conceitos; inteligência, razão, intelecto, mente", a faculdade intelectual e a capacidade de "discernir, julgar, compreender, entender" alguma coisa. A mesma raiz é a base para a forma masculina mais familiar Buda e o substantivo abstrato bodhi.
Buddhi contrasta com manas (मनस्), que significa "mente", e ahamkara (अहंंकाऱ), que significa "ego, senso de eu no egoísmo".

## Uso
No Sânquia e filosofia iógica, tanto a mente quanto o ego são formas no reino da natureza (prakriti) que emergiram na materialidade em função dos três gunas (ग़ुण) através de uma má compreensão de purusha (पुरूष) (a essência-consciência de o jivatman). De natureza discriminatória (बुद्धि निश्चयात्मिका चित्त-वृत्ति), buddhi é aquilo que é capaz de discernir a verdade (satya) da falsidade e, assim, tornar possível a sabedoria.